# 安娜·阿尔瑙
安娜·阿尔瑙·卡马雷纳（西班牙語：Ana Arnau Camarena，2005年9月20日—），西班牙艺术体操运动员，2022年世界艺术体操锦标赛团体、集体全能和5人圈操铜牌得主、2023年世界艺术体操锦标赛5人圈操银牌得主和集体全能铜牌得主。